# Zaborów (Uniejów)
Pour les articles homonymes, voir Zaborów.
Zaborów (prononciation [zaˈbɔruf]) est un village de la gmina d'Uniejów, du powiat de Poddębice, dans la voïvodie de Łódź, situé dans le centre de la Pologne.
Il se situe à environ 9 kilomètres au nord-est d'Uniejów (siège de la gmina), 17 kilomètres au nord-ouest de Poddębice (siège du powiat) et 51 kilomètres au nord-ouest de Łódź (capitale de la voïvodie).

## Administration
De 1975 à 1998, le village était attaché administrativement à l'ancienne voïvodie de Konin.

Depuis 1999, il fait partie de la nouvelle voïvodie de Łódź.